# دابلیو. اس. گیلبرت
سِر ویلیام اشونک گیلبرت (انگلیسی: W. S. Gilbert; ۱۸ نوامبر ۱۸۳۶ – ۲۹ مهٔ ۱۹۱۱) نویسنده، شاعر، نمایش‌نامه‌نویس، تصویرگر، و فیلم‌نامه‌نویس اهل بریتانیا بود. او بیشتر به واسطه ۱۴ همکاری اپرایی که با با آرتور سالیوان آهنگساز شناخته می‌شود که به گیلبرت و سالیوان معروف است. شناخته‌شده‌ترین این اپراها کشتی پینافور، دزدان دریایی پنزانس، و میکادو هستند.